# Bruno Kegalj
Bruno Kegalj (* 27. Juni 1996 in Zagreb) ist ein kroatischer Eishockeyspieler, der seit 2018 erneut beim KHL Zagreb unter Vertrag steht und mit dem Klub in der International Hockey League und der kroatischen Liga spielt.

## Karriere
Bruno Kegalj begann seine Karriere als Eishockeyspieler in seiner Heimatstadt beim KHL Zagreb, für den er bereits in der Spielzeit 2012/13 in der kroatischen Liga debütierte. Daneben spielte er auch für den KHL Medveščak Zagreb in der Erste Bank Young Stars League. Nachdem er 2013/14 beim HC 05 Banská Bystrica in slowakischen Nachwuchsligen gespielt hatte, kehrte er nach Zagreb zurück und spielte erneut für KHL (Erwachsene) beziehungsweise für Medveščak (Junioren). In der Saison 2017/18 spielte er für Medveščak in der Österreichischen Eishockey-Liga. Parallel absolvierte er Spiele für die zweite Mannschaft des Klubs, mit der er die International Hockey League gewann. Seit 2019 spielt er fest beim KHL Zagreb. Lediglich 2022/23 trat er zusätzlich mit dem Team Croatia Select in der International Hockey League an.

### International
Für Kroatien nahm Kegalj im Juniorenbereich an den Division-II-Turnieren der U18-Weltmeisterschaften 2012, als er zum besten Spieler seiner Mannschaft gewählt wurde, 2013 und 2014, als er erneut zum besten Spieler seiner Mannschaft gewählt wurde, sowie der U20-Weltmeisterschaften 2014, 2015 und 2016 und dem U20-Turnier der Division I 2013 teil.
Im Seniorenbereich stand er erstmals bei der Weltmeisterschaft 2015 in der Division I im Kader der kroatischen Nationalmannschaft. Dort spielte er auch bei den Weltmeisterschaften 2016 und 2018. Nach dem Abstieg 2018 spielte er 2019 und 2023 in der Division II. Zudem vertrat er seine Farben bei der Olympiaqualifikation für die Winterspiele in Pyeongchang 2018 und in Peking 2022.

## Erfolge und Auszeichnungen
- 2015 Aufstieg in die Division II, Gruppe A, bei der U20-Weltmeisterschaft der Division II, Gruppe B
- 2018 Gewinn der International Hockey League mit dem KHL Medveščak Zagreb